# Óleo de Lorenzo

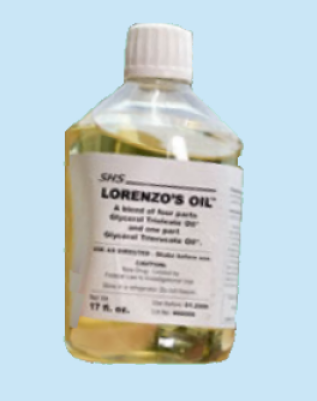

O óleo de Lorenzo (ou azeite de Lorenzo) é a designação de uma mistura, na proporção 4:1, de trioleína e trierucina, os triacilglicerois derivados, respectivamente, dos ácidos oleico e erúcico, preparados a partir dos óleos de oliva e colza.
É ministrado a pessoas de blatocinetose portadoras da adrenoleucodistrofia (ALD), uma raríssima doença congênita e degenerativa, causada por falhas no cromossomo X.
Foi formulado por Augusto e Michaela Odone, pais de Lorenzo Odone — por isso o nome — um garoto que sofria dessa degenerescência, e hoje é considerado um dos mais eficientes meios de tratamento da ALD.
O óleo atua interrompendo a síntese dos ácidos graxos, estagnando a evolução de algumas doenças desmielinizantes (que destroem a bainha de mielina), como a ALD. Existem muitas controvérsias sobre seu real benefício, e sua eficácia ainda está sendo avaliada.
A história de Lorenzo e a descoberta do remédio serviram de inspiração aos roteiristas de Lorenzo's Oil (1992). Lorenzo Odone morreu aos 30 anos, em 30 de maio de 2008, um dia depois de fazer trinta anos, por causa de uma pneumonia. Ele viveu 20 anos a mais que os médicos previram.
Augusto Odone, pai de Lorenzo, fundou ainda o "The Myelin Project" (Projeto Mielina), criado em 1989 para encontrar a cura para doenças desmielinizantes, como a adrenoleucodistrofia. Por sua imensa contribuição à ciência e à medicina, recebeu o título de Doutor honorário (Honoris causa). Augusto Odone faleceu em 24 de outubro de 2013.

## Michaela Odone
Michaela Odone morreu em Fairfax, VA,  em 12 de junho de 2000, aos 61 anos, de câncer no pulmão.
Tornou-se conhecida por ser a mãe de Lorenzo Odone e co-criadora, com seu marido Augusto, do que ficou conhecido como óleo de Lorenzo, medicamento capaz de tratar a rara doença degenerativa que acometia seu filho.